# Football Federation Samoa
Der Football Federation Samoa (FFS) ist der Fußballverband des Inselstaates Samoa und wurde 1968 gegründet. Der Verband trat 1986 der FIFA bei und 1984 bereits den Kontinentalverband OFC. Der Hauptsitz liegt in der Hauptstadt Samoas Apia.